# Escuela de Mileto

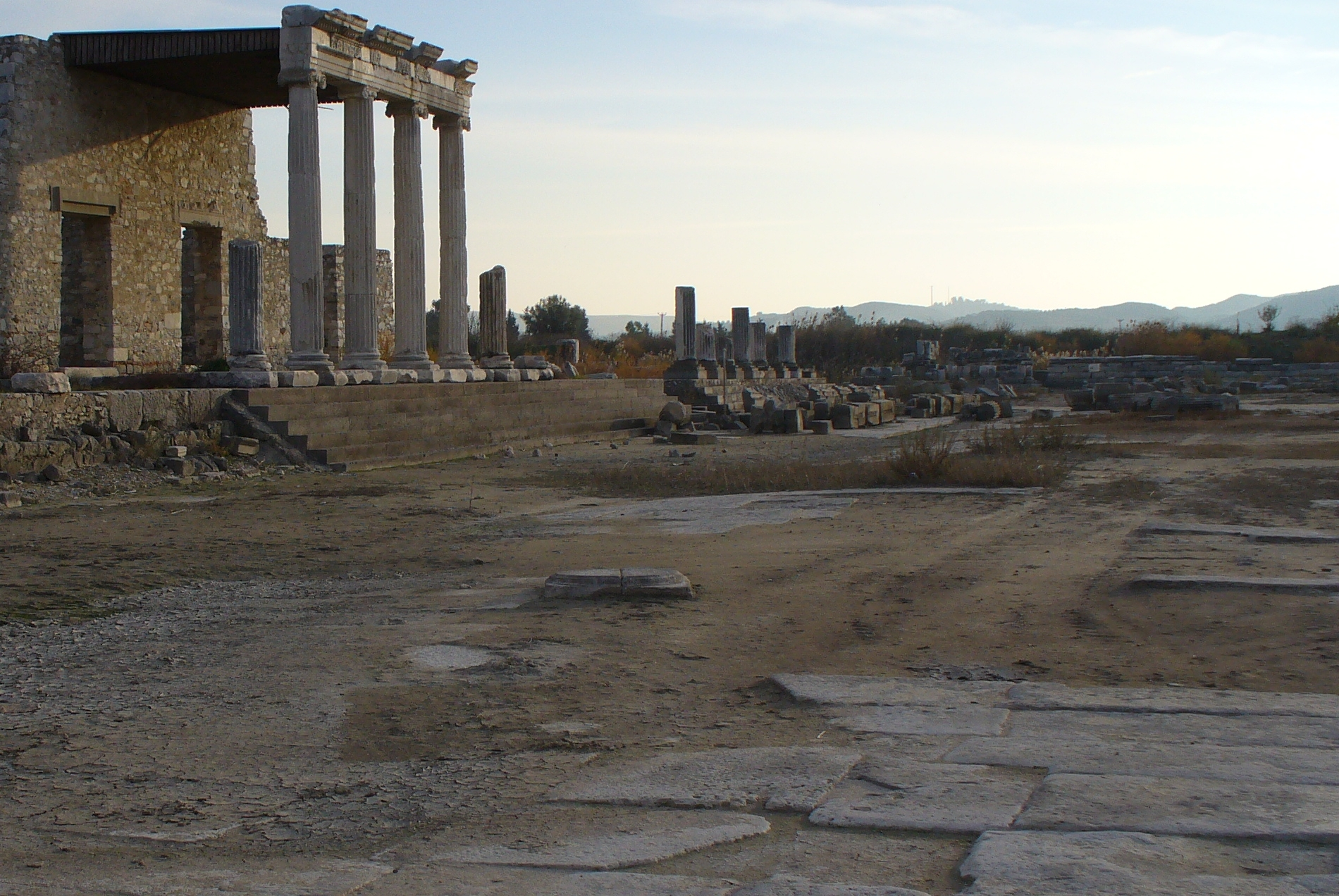
Restos arqueológicos del ágora de Mileto, en Turquía.

Se denomina escuela de Mileto o jónica a la escuela filosófica fundada en el siglo VI a. C. en la ciudad griega de Mileto, en la costa egea de Jonia (Asia Menor). Sus miembros fueron Tales, Anaximandro y Anaxímenes, los tres, ciudadanos de Mileto. En este mismo siglo Mileto alcanzó la cima de su desarrollo económico, político e intelectual.
Introdujo nuevos puntos de vista contrarios a las opiniones prevalecientes de la época sobre cómo estaba organizado el mundo: mientras que estas daban a la voluntad de dioses antropomórficos la responsabilidad sobre los fenómenos naturales, los milesios presentaron una visión de la naturaleza en términos de entidades metodológicamente observables e inteligibles por sí mismas, con lo que puede considerarse a la suya la primera filosofía científica. Por este motivo Aristóteles se refirió a ellos como los «físicos», dado que buscaban la explicación de las cosas únicamente según principios naturalistas. También era una escuela que aceptaba la confrontación de tesis e ideas diversas: el hombre dejaba de ser un servidor de los dioses y pasó a ser considerado como un ser pensante.

## Historia

Mapa de las ciudades jónicas.

Durante el siglo XII a. C. en Asia Menor se crearon numerosas colonias debido a la invasión dórica que generaba emigraciones por todas las islas. En esta zona se crearon ciudades como Samos, Éfeso o la propia Mileto que al estar en una zona marítima tenían mucho contacto mercantil y comercial. Durante el siglo VI a. C. llegó  a la isla  Tales de Mileto, quien fue el primero en introducir las matemáticas y la astronomía orientales en Grecia, dándoles un carácter propio e independiente.

### Revuelta jónica
En 546 a. C. el rey Creso de Lidia fue derrotado por el rey persa Ciro, pasando desde entonces su reino y las ciudades griegas a formar parte del Imperio persa. Darío I, sucesor de Ciro, gobernó las ciudades griegas con tacto pero apoyó el desarrollo comercial de los fenicios, que formaban parte de su imperio desde antes, y que eran rivales tradicionales de los griegos. Además, los jonios sufrieron duros golpes, como la conquista de su floreciente suburbio de Naucratis, en Egipto, la conquista de Bizancio, llave del mar Negro, y la caída de Síbaris, uno de sus mayores mercados de tejidos y un punto de apoyo vital para el comercio.
De estas acciones se derivó un resentimiento contra el opresor persa. El ambicioso tirano de Mileto, Aristágoras, aprovechó este sentimiento para movilizar a las ciudades jónicas contra el Imperio persa, en el año 499 a. C. Aristágoras pidió ayuda a las metrópolis de la Hélade, pero solo Atenas, que envió veinte barcos y Eretria con cinco naves, acudieron en su ayuda. El ejército griego se dirigió a Sardes, capital de la satrapía persa de Lidia, y la redujo a cenizas, mientras que la flota recuperaba Bizancio. Darío I, por su parte, envió un ejército que destruyó al ejército griego en Éfeso y hundió la flota helena en la batalla naval de Lade.
Tras sofocar la rebelión, los persas reconquistaron una tras otra las ciudades jonias y, después de un largo asedio, arrasaron Mileto. Murió en combate la mayor parte de la población, y los supervivientes fueron esclavizados y deportados a Mesopotamia. De esta manera terminó la escuela de Mileto aunque su filosofía se extendió por todas las ciudades de Jonia.

## Obras
Sobre Tales no se tienen referencias escritas de su obra, de Anaximandro solo se conserva un pequeño fragmento y de Anaxímenes se ha perdido todo. Principalmente se ocuparon de temas relacionados con la naturaleza.

## Miembros
Los milesios, también llamados «físicos», se preocupan por determinar el principio último (y también el substrato que permanece invariable ante todos los cambios y el fin, o «telos» al que todo vuelve), llamado arkhé/arjhé/arjé/Arjé, la naturaleza última de la realidad, planteándose por lo tanto el problema de la unidad en la diversidad. Tales admitía que este principio era el agua, para Anaximandro era lo ápeiron (lo indeterminado) y para Anaxímenes era el aire.
|        |
| Tales. |

|                                               |
| Anaximandro, detalle de La escuela de Atenas. |

|             |
| Anaxímenes. |

### Tales
Tales de Mileto (en griego: Θαλής ο Μιλήσιος), nació en el 639 a. C. o cerca de los años 620 a. C. y murió en torno a los años 540 a. C.. Fue el iniciador de la indagación racional sobre el universo. Se le considera el primer filósofo de la historia, y el fundador de la escuela jonia de filosofía, según el testimonio de Aristóteles. Fue el primero y más famoso de los Siete Sabios de la Antigüedad (el sabio astrónomo) y tuvo como discípulo y protegido a Pitágoras. Es aparte uno de los más grandes astrónomos y matemáticos de su época, hasta tal punto que era una lectura obligatoria para cualquier matemático en la Edad Media y contemporánea.
Sus estudios abarcaron profusamente el área de la geometría, álgebra lineal, geometría del espacio y algunas ramas de la física, tales como la estática, dinámica y óptica. Su vida está envuelta en un halo de leyenda.
Tales habría enunciado, de acuerdo con la escasa información de los testimonios, las tres tesis filosóficas siguientes:
1. Que la fuente o principio de todas las cosas (Arjé) es el agua.
2. Que todas las cosas, incluso las aparentemente inanimadas, tienen vida: «todo está lleno de démones» (tesis del hilozoísmo).
3. Que el cambio y la generación se explican por medio de la condensación y de la rarefacción.

### Anaximandro

Aspecto probable del ahora perdido primer mapa del mundo, hecho por Anaximandro.

Anaximandro de Mileto  (en griego: Ἀναξίμανδρος), nació en 610 a. C. y murió aproximadamente en 546 a. C.. Fue Discípulo y continuador de Tales, se le atribuye un libro sobre la naturaleza, pero su pensamiento llegó a la actualidad mediante comentarios doxográficos de otros autores. Se le atribuye un mapa terrestre, la medición de los solsticios y equinoccios por medio de un gnomon, trabajos para determinar la distancia y tamaño de las estrellas y la afirmación de que la Tierra es cilíndrica y ocupa el centro del universo.
La respuesta dada por Anaximandro a la cuestión del Arjé puede considerarse un paso adelante respecto a Tales. El Arjé es ahora lo ápeiron ( de ‘a-’, prefijo privativo y ‘peras’, límite, perímetro), es decir, lo indeterminado, lo ilimitado. Lo que es principio de determinación de toda realidad ha de ser indeterminado, y precisamente ápeiron designa de manera abstracta esta cualidad. Lo ápeiron es eterno, siempre activo y semoviente. Esta sustancia, que Anaximandro concibe como algo material, es «lo divino» que da origen a todo.

### Anaxímenes
Anaxímenes de Mileto  (en griego: Αναξιμένης) fue el tercer filósofo proveniente de la ciudad de Mileto. Nació en 585 a. C. y murió en 524 a. C., hijo de Eurístrato. Fue discípulo y compañero de Anaximandro, coincidiendo con él en que el principio de todas las cosas (Arjé) es infinito; aunque, a diferencia del ápeiron de su mentor, nos habla de un elemento concreto: el aire. Esta sustancia, afirmaba, se transforma en las demás cosas a través de la rarefacción y la condensación. La rarefacción genera el fuego, mientras que la condensación el viento, las nubes, el agua, la tierra y las piedras; a partir de estas sustancias se crea el resto de las cosas.
Podría explicarse el cambio de estado del aire mediante el flujo entre dos polos, lo frío y lo caliente; pero varios fragmentos nos muestran que Anaxímenes pensaba inversamente, y creía que lo caliente y lo frío eran consecuencia y no causa de la rarefacción y la condensación respectivamente.